# 張可昀
張可昀（1984年9月13日—），藝名小甜甜，出生於台灣彰化縣彰化市大竹圍，臺灣女藝人。

## 個人生涯
原名「陈倞耘」，曾用名「陈巧宜」、「陈芳奕」（一度過繼母系）后来改回本姓张。2013年10月改本名為張可昀，從小被爺爺奶奶養大，隻身到台北後，汪建民和寶媽成為她的乾父母，而他們都是「仨個口演藝事業有限公司」旗下藝人。
自私立宜寧高中應用外語科（英文組）畢業後，到友松傳播上班。在友松傳播製作的緯來綜合台綜藝節目《電視笑話冠軍》參賽取得冠軍並轉任該節目評審，其後則以諧星角色積極的在螢幕前曝光，連2004年當時《神出鬼沒》都接下通告，2007年成為《大明星運動會》和《娛樂百分百》的固定來賓，也在蔡康永主持的《兩代電力公司》以不計形象的裝瘋賣傻來吸引觀眾，2011年與好友蝴蝶姐姐、小優成立「孝女時代」。2012年《球愛天空》女配角。2014年憑《雨後驕陽》入圍第49屆金鐘獎最佳戲劇節目女配角獎。2021年與宋晉賢結婚，復於2023年3月離婚。

## 演出作品

### 電視劇/電視電影
| 年度   | 電視臺     | 劇名                         | 角色名稱 | 備考 |
| ------ | ---------- | ---------------------------- | -------- | ---- |
| 2006年 | 華視       | 《剪刀石頭布》               | 王秀文   |      |
| 2007年 | 公視       | 《出外人生》                 | 周玉玲   |      |
| 2007年 | 三立台灣台 | 《戲說台灣》〈孤鸞女十八嫁〉 | 朱春雀   |      |
| 2007年 | 台視       | 《神機妙算劉伯溫》           | 蘭台蘇娜 |      |
| 2008年 | 華視       | 《歡喜來逗陣》               | 連可欣   |      |
| 2008年 | 中視       | 《光陰的故事》               | 朱虹     |      |
| 2009年 | 民視       | 《又見阿郎》                 | 寶貝     |      |
| 2009年 | 台視       | 《嘉慶君遊台灣》             | 小春     |      |
| 2010年 | 華視       | 《呼叫大明星》               | 美咪     |      |
| 2012年 | 公視       | 《愛你一百年》               | 布蘭妮   |      |
| 2012年 | 台視       | 《花是愛》                   | 小甜甜   |      |
| 2014年 | 台視       | 《雨後驕陽》                 | 陳玉霞   |      |
| 2015年 | 民視       | 《星座愛情獅子女》           | 心潔友人 |      |
| 2015年 | 優酷網     | 《孤独的美食家》             | 胖妹     |      |
| 2015年 | 大愛       | 《望你早歸》                 | 阿霞     |      |
| 2016年 | 中視       | 《美好年代》                 | 曾甜美   |      |
| 2016年 | 台視       | 《加油！美玲》               | 盧佳君   |      |
| 2016年 | 湖南衛視   | 《是！尚先生》               | 薛珍妮   |      |
| 2016年 | 網路劇     | 《整容攻略》                 | 麻小豆   |      |
| 2017年 | 東森       | 《我和我的四個男人》         | 信徒     |      |
| 2018年 | 民視       | 《大時代》                   | 蕭春桃   |      |
| 2019年 | 華視       | 《守著陽光守著你》           | 田清清   |      |
| 2020年 | 公視       | 《我的婆婆怎麼那麼可愛》     | 蘇上雲   |      |
| 2020年 | 公視       | 《陽光電台不打烊》           | 吳美麗   |      |
| 2022年 | 民視       | 《市井豪門》                 | 許秀如   |      |
| 2024年 | 公視       | 《我的婆婆怎麼那麼可愛2》    | 蘇上雲   |      |
| 2025年 | GOOD TV    | 《幸福宅一起》               |          |      |

### 電影
| 年度   | 片名                       | 角色名稱           | 備考                           |
| ------ | -------------------------- | ------------------ | ------------------------------ |
| 2011年 | 《10+10》                  | 安岱               | 單元《無國籍公民 The Orphans》 |
| 2012年 | 《新天生一對》             | 夜歸女子           | 客串                           |
| 2012年 | 《球愛天空》               | 張芳奕             |                                |
| 2013年 | 《阿嬤的夢中情人》         | 女記者             | 客串                           |
| 2014年 | 《鐵獅玉玲瓏》             | 玲瓏三姊妹(甜咪咪) |                                |
| 2015年 | 《湄洲之夏》               |                    |                                |
| 2015年 | 《台北夜蒲團團轉》         | 大貓               |                                |
| 2016年 | 《報告班長7》              | 檳榔西施           |                                |
| 2017年 | 《吃吃的愛》               | 甜妹               |                                |
| 2023年 | 《我的婆婆怎麼把OO搞丟了》 |                    |                                |

### MV
- 2011年 COLOR BAND《完美男人》

## 主持作品
| 頻道                     | 節目               | 備考                 |
| ------------------------ | ------------------ | -------------------- |
| 公視                     | 《50真來電》       | 與許傑輝共同主持     |
| 中華電信大電視優娛樂頻道 | 《TV販賣機》       |                      |
| 八大綜合台               | 《神出鬼沒》       | 外景主持人           |
| 東森娛樂台               | 《天天High翻天》   | 助理主持人           |
| 民視                     | 《綜藝大贏家》     | 固定班底             |
| 三立都會台               | 《完全娛樂》       | 固定外景主持人       |
| 中天娛樂台               | 《黃金B段班》      | 主持人               |
| Channel V                | 《模范棒棒堂》     | 代班主持人           |
| 八大綜合台               | 《但是又何奈》     | 主持人               |
| 台視/ 三立都會台         | 《超級偶像》       | 校園海選主持人       |
| 八大綜合台               | 《娛樂百分百》     | 代班主持人、固定來賓 |
| 八大綜合台               | 《大明星運動會》   | 固定班底             |
| 年代MUCH台               | 《白日夢冒險王》   | 主持人               |
| Blued                    | 《愛來不來》       | 主持人               |
| 亞洲旅遊台               | 《閨蜜的奇幻旅程》 | 主持人               |

## 音樂作品

### 單曲
- 2017年 守規矩小姐《棒棒》

## 出版作品

### 書籍
| 年份           | 書名                    | 出版社       | ISBN               |
| 2004年11月15日 | 《胖子生存的101種方式》 | 咖啡田出版社 | ISBN 986-752-443-8 |
| 2005年5月25日  | 《胖瘦72變》            | 奧諾詩出版社 | ISBN 986-811-883-2 |

## 獎項紀錄
| 年份   | 頒獎典禮     | 獎項             | 影片         | 角色   | 結果 |
| ------ | ------------ | ---------------- | ------------ | ------ | ---- |
| 2014年 | 第49屆金鐘獎 | 戲劇節目女配角獎 | 《雨後驕陽》 | 陳玉霞 | 提名 |

## 外部連結
- 小甜甜 張可昀的Facebook專頁
- 小甜甜 張可昀的Instagram帳戶
- 小甜甜張可昀的新浪微博
- 小甜甜張可昀的抖音帳戶
- 張可昀在互联网电影资料库（IMDb）上的資料（英文）
- 張可昀在香港影庫上的簡介
- 張可昀在时光网上的簡介（简体中文）
- 張可昀在豆瓣上的资料（简体中文）